# 西武B11形蓄電池機関車
西武B11形蓄電池機関車（せいぶB11がたちくでんちきかんしゃ）は、かつて西武鉄道山口線で運用された蓄電池機関車である。
5両 (11 - 15) が存在していた。

## 概要
元々山口線は1950年（昭和25年）、多摩湖ホテル前駅とユネスコ村駅を結ぶ単線「おとぎ線」を走る「おとぎ列車」という名称の遊戯施設で軌間762 mmの「軽便鉄道」であり、地方鉄道法に基づく地方鉄道に転換、「山口線」と改称したのは1952年（昭和27年）のことである。1950年のおとぎ線開業時の機関車はB1形の1両のみであったが、B1形の増備車としてB11形が製造された。
B11形のうち、11は1951年（昭和26年）中島電気自動車製、12 - 15は西武所沢車両工場製である。各車両の共通の外観は、丸みを帯びた凸形であり、前面窓は3枚。ボンネット前面に前照灯が1個、2つの通風口がある。屋根上には警笛代わりの鐘が設置されている。
11と12 - 15は若干形状が異なり、全長は、11が5,000 ㎜、12 - 15が4,880 ㎜。12 - 15は11と比べて丸みを帯びている。11 - 14には台車を隠すスカートがつけられていたが、のちに撤去されている（15は製造当初からスカートは取り付けられなかった）。
機関は、SKS15形モーター (15PS) が2基であり、これを
ユアサバッテリー製のバッテリー (80 V) 2基で動かしていた。
山口線は案内軌条式鉄道（新交通システム）となることになり、1984年（昭和59年）5月14日に営業休止。翌15日に全車廃車となった。

## 主要諸元
- 全長：5,000 mm (11) , 4,880 mm (12 - 15)
- 全幅：2,040 mm
- 全高：2,710 mm
- 重量：10.0 t
- 電気方式：蓄電池80V×2
- 軸配置：B
- 主電動機：SKS15形×2基
- 動力伝達装置：吊り掛け式
- 制御方式：蓄電池直並列組み合わせ抵抗制御
- ブレーキ方式：電気ブレーキ

## 山口線からの撤退後
- 11・12・14は解体されたが、13・15は大井川鉄道（現・大井川鐵道）に譲渡された。しかし、762 mmゲージの路線を持っていない同社では運用されることなく、千頭駅構内や崎平駅に放置されていた。これは川根両国駅付近に遊園地を造る計画が存在したため、そこで使用する予定であったという[3]。その後、浜松市内の宗教団体「ハレルヤコミュニティーチャーチ」に譲渡され、施設内にその姿を確認できたが、塗装等は変更されていた。時折、施設の入口前に敷かれた線路を旧山口線の客車1両(22号車)を牽引し往復する姿を見ることができたが次第に放置状態となり、2023年に関水金属が13・15と22号客車を引き取り、登場当時の姿に復元の上で13と客車は埼玉県鶴ヶ島市の「KATO Railway Park」で動態保存[4]、15は西武リアルティソリューションズに再譲渡され、西武所沢車両工場跡地に開業する広域集客型商業施設「エミテラス所沢」で静態保存されている。